# Wille Carl
Vilhelm "Wille" Ottomar Carl, född 12 mars 1907 i Norrköping, död 25 augusti 1973 i Karlshamn, var en svensk musiker, konstnär, tecknare och teckningslärare.
Wille Carls föräldrar hade tyskt ursprung. Hans far Georg Wilhelm (Willy) Carl startade kort efter sin ankomst till Sverige Carlska kapellet, en mindre orkester. Hans mor Elsa Kühn (1875-1949) var utbildad pianist och kom till Sverige för att spela i orkestern. De gifte sig och fick fyra barn, döttrarna Ethel och Rut samt sönerna Wille och Sigfrid. I början av 1900-talet bosatte sig familjen i Norrköping och det var där som Wille Carl föddes och växte upp. Redan som ung tyckte han om att teckna. Musiken och konsten kom efter hand att ta mer av Carls vardag och  Carlska kapellet, nu även med bröderna Wille och Sigfrid, kom svara för musiken på flera av stadens biografer samt hade konserter vid Kneipbadens sommarrestaurang och Söderköpings stadshotell.  Åren 1940–1941 gick Carl på Otte Skölds målarskola i Stockholm och fortsatte sedan med studier vid Skånska Målarskolan i Malmö. Wille Carl ärvde 1949 en tiorumsvilla i turistorten Zingst utanför Stralsund, som han ej fick använda då den östtyska staten hade den som pensionat för kommunistiska partipampar. Vid sin sommarstuga i Blekinge inredde Wille Carl en ateljé i en före detta styrhytt från en fiskebåt.
Våren 1945 gifte sig Wille Carl med Signe Marianne Ekfors och paret flyttade från Malmö till Karlshamn. De bosatte sig i Villa Hvilan. När huset revs 1981 inför  utvidgningen av Karlshamns kyrkogård hade paret för många år sedan flyttat; kyrkogården som idag heter Hvilans kyrkogård har fått sitt namn efter villan. När han flyttade till Karlshamn 1945 blev han medlem i Karlshamns Musiksällskap och där var han senare konsertmästare fram till 1965. Tillsammans med musikdirektör Arne Hagberg svarade Carl för en lång rad konserter, bland annat de vårkonserterna i samarbete med ABF:s manskör. Därutöver arbetade Carl under många år som teckningslärare, främst på Österslättskolan och Väggaskolan, trots att han saknade formell lärarutbildning.
Som konstnär hade Wille Carl ofta utställningar, vanligen i Karlshamn och i Varberg. De flesta av hans målningar har motiv från kusten runt Karlshamn men han gjorde även målarresor inom Sverige och utomlands. 1964 illustrerade han boken Vandring i Karlshamn av Per Ragnar. Hans teckningar från Karlshamn återfinns i ett flertal böcker som getts ut under åren och flera av hans målningar finns i många av Karlshamns offentliga byggnader.
Efter en tids sjukdom avled Wille Carl i augusti 1973.